# مارك ستيوارت (لاعب هوكي الجليد)
مارك ستيوارت (بالإنجليزية: Mark Stuart)‏ هو لاعب هوكي الجليد أمريكي، ولد في 27 أبريل 1984 في روشستر في الولايات المتحدة.

## وصلات خارجية
- مارك ستيوارت على موقع دوري الهوكي الوطني (الإنجليزية)
- مارك ستيوارت على موقع قاعة مشاهير الهوكي (لاعب أن.إتش.أل) (الإنجليزية)
- مارك ستيوارت على موقع EliteProspects.com (الإنجليزية)
- مارك ستيوارت على موقع HockeyDB.com (الإنجليزية)
- مارك ستيوارت على موقع Hockey-Reference.com (الإنجليزية)